# Rio Leão (vattendrag i Brasilien, lat -29,15, long -49,73)
Rio Leão är ett vattendrag i Brasilien.   Det ligger i delstaten Santa Catarina, i den södra delen av landet, 1 500 km söder om huvudstaden Brasília.
I omgivningarna runt Rio Leão växer i huvudsak städsegrön lövskog.